# Dorothea Hassager
Dorothea Hansine Hassager, født Hørning (født 25. september 1814 i Sevel Sogn, død 17. oktober 1897 på Frederiksberg) var en dansk legatstifter, filantrop og grundlægger af Hassagers Kollegium
Hassager, der var ud af en præstefamilie, blev som 17-årig gift med præst Carl Hassager, der var 16 år ældre end hende. Parret flyttede en del rundt efterhånden som han skiftede embede. De købte et stort hus på Frederiksberg, hvor de planlagde at bo som pensionister, men Carl Hassager døde i 1875, før de var flyttet dertil. Dorthea Hassager levede som enke i over 20 år, mens hun gik til forelæsninger på Københavns Universitet og gav husly til slægtninge og venner.
I sit testamente fastslog hun, at hendes formue skulle bruges på et stipendium til studenter fra de sogne, hvor hendes mand havde været præst, og at hendes villa skulle anvendes til et nyt kollegium efter inspiration fra Valkendorfs Kollegium. Det blev det første nye kollegium for Københavns Universitet siden 1705.
På Hassagers Kollegium findes portrætmalerier af hende og manden malet af N.P. Holbech.